# Keion Brooks Jr.

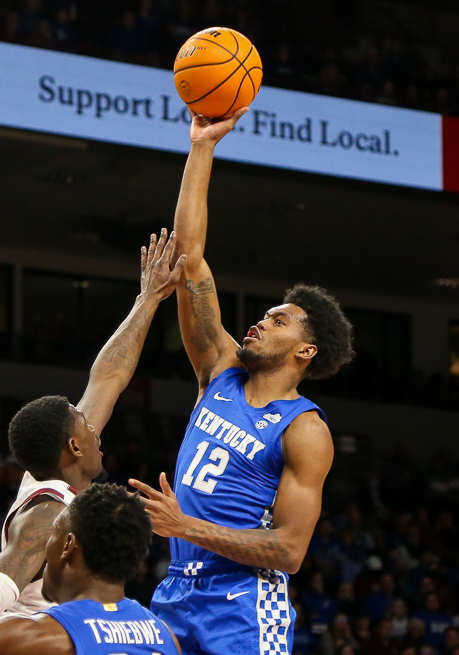
Keion Brooks Jr., 2022.

Keion Lee Brooks Jr., född 7 augusti 2000 i Fort Wayne i Indiana, är en amerikansk professionell basketspelare (SF/PF) som spelar för New Orleans Pelicans i National Basketball Association (NBA).
Han blev aldrig NBA-draftad.
Innan Brooks blev proffs studerade han först vid University of Kentucky och spelade för universitetets idrottsförening Kentucky Wildcats. Brooks blev senare överförd till University of Washington för spel i Washington Huskies.